# Porte d'entrée de la grande porte côtière
La porte d'entrée de la Grande porte côtière (en estonien : Suure Rannavärava eesvärav) est une porte des remparts de Tallinn en Estonie.

## Description
La porte est située au nord de la ville, à l'intersection de la rue Pikk tänav et de Rannamäe tee.
Après l’achèvement des remparts de Tallinn, des portes d'entrée supplémentaires ont été construites dans les murs devant les tours de portes.
La porte d'entrée de la grande porte côtière a été construite au XVe siècle entre 1448 et 1460 et se composait de deux tours élancées et d'une porte analogue à la porte d'entrée de la porte Viru. 
Aux XVème et XVIe siècles, au nord-est de la porte d'entrée se trouvait l'un des plus anciens jardins de Tallinn : la roseraie de Tallinn (et).
La reprise de travaux de construction au XVIe siècle était apparemment due à la détérioration des relations entre l'ordre de Livonie et le tsarat de Russie.
En 1510, les travaux commencèrent, au cours desquels une nouvelle porte d'entrée fut ajoutée et un nouveau type de tour d'artillerie fut construit à la place de la tour orientale, notamment pour la protection du port de Tallinn.
Les travaux de construction furent dirigés dans les années 1518-1529 par Gert Koningk, un maître d'œuvre de Westphalie. 
Les travaux furent achevés en 1531.

## Galerie

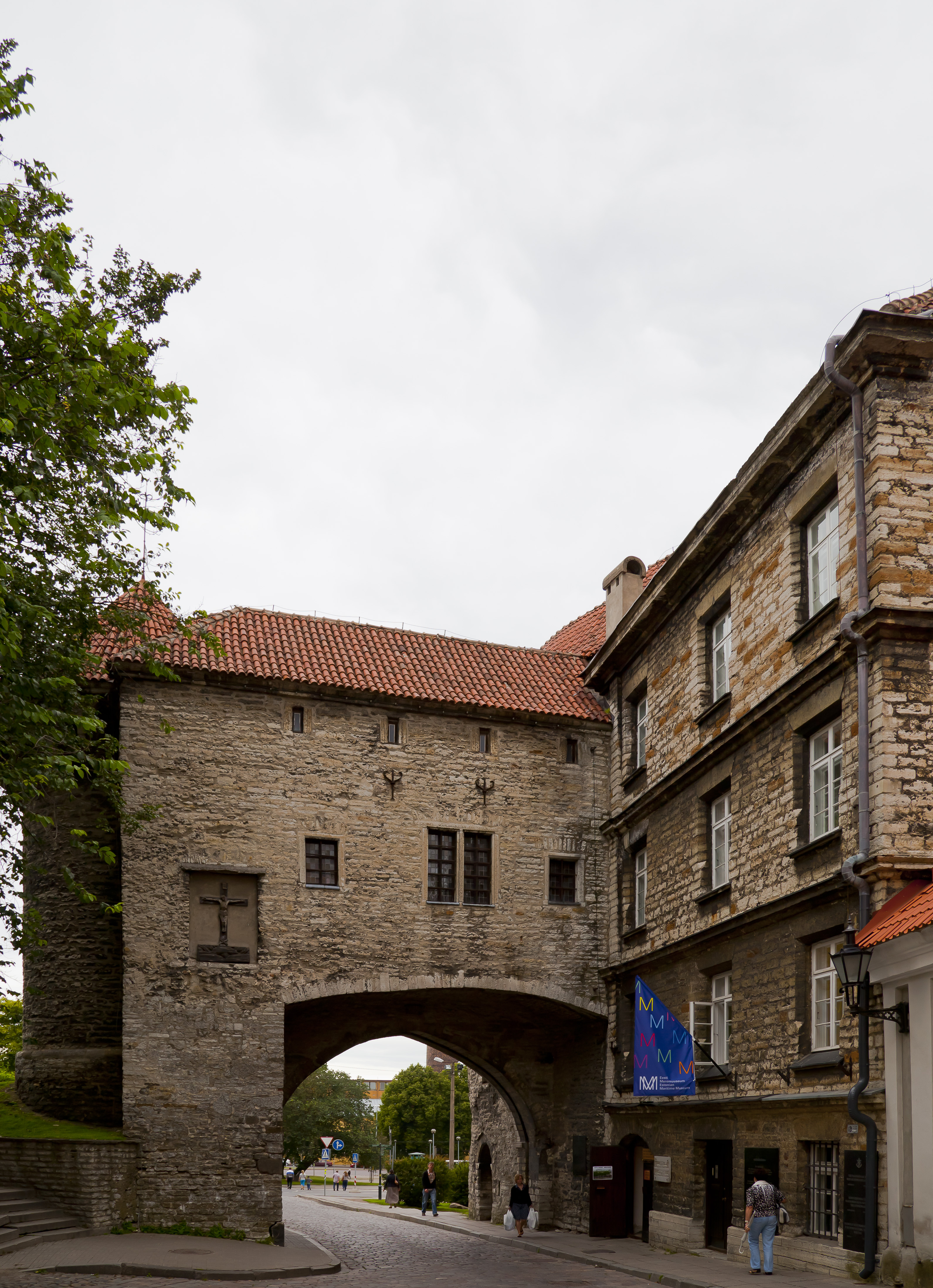
La porte d'entrée de la grande porte côtière vue de la rue Pikk tänav
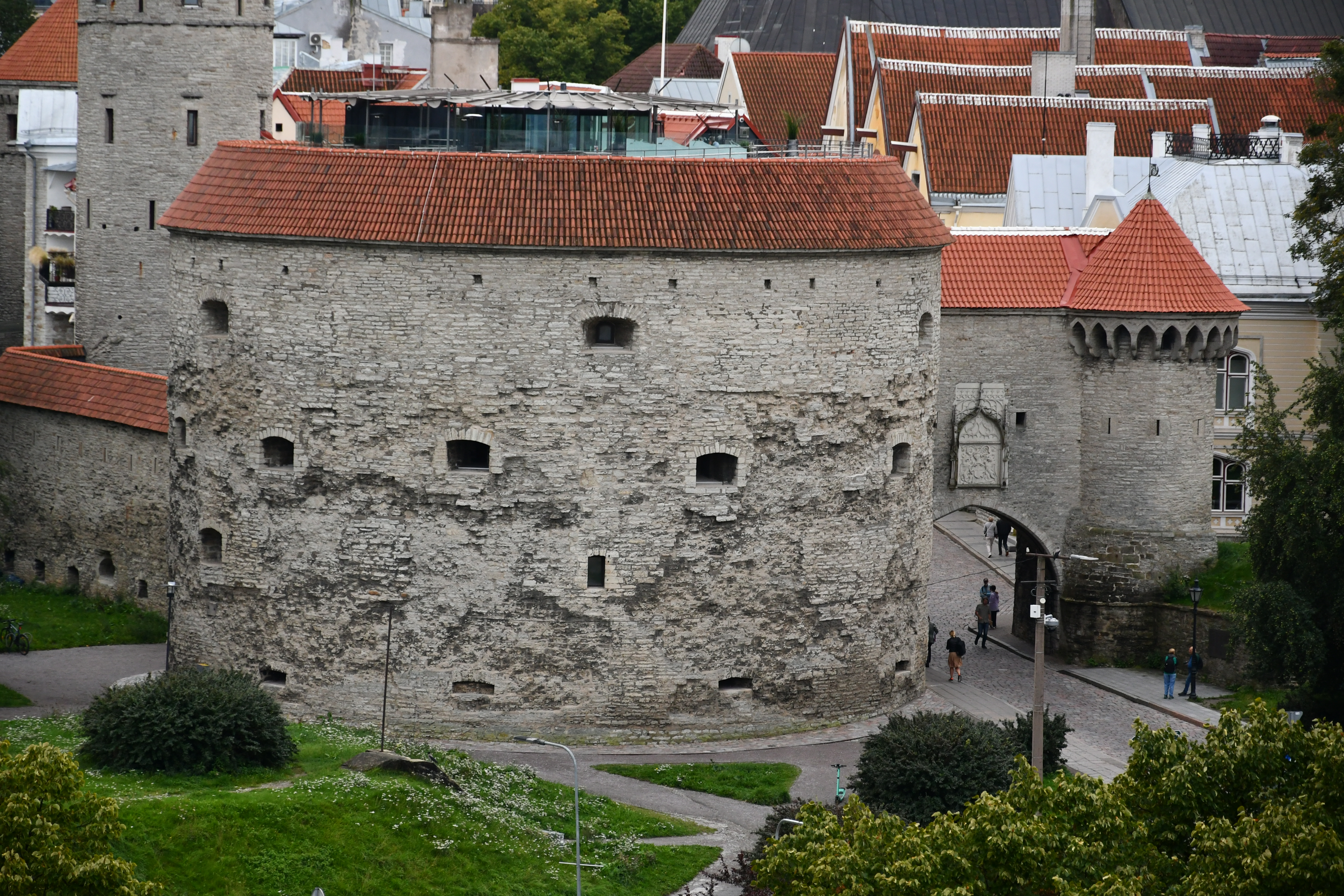
Grosse Marguerite et La porte d'entrée de la grande porte côtière.
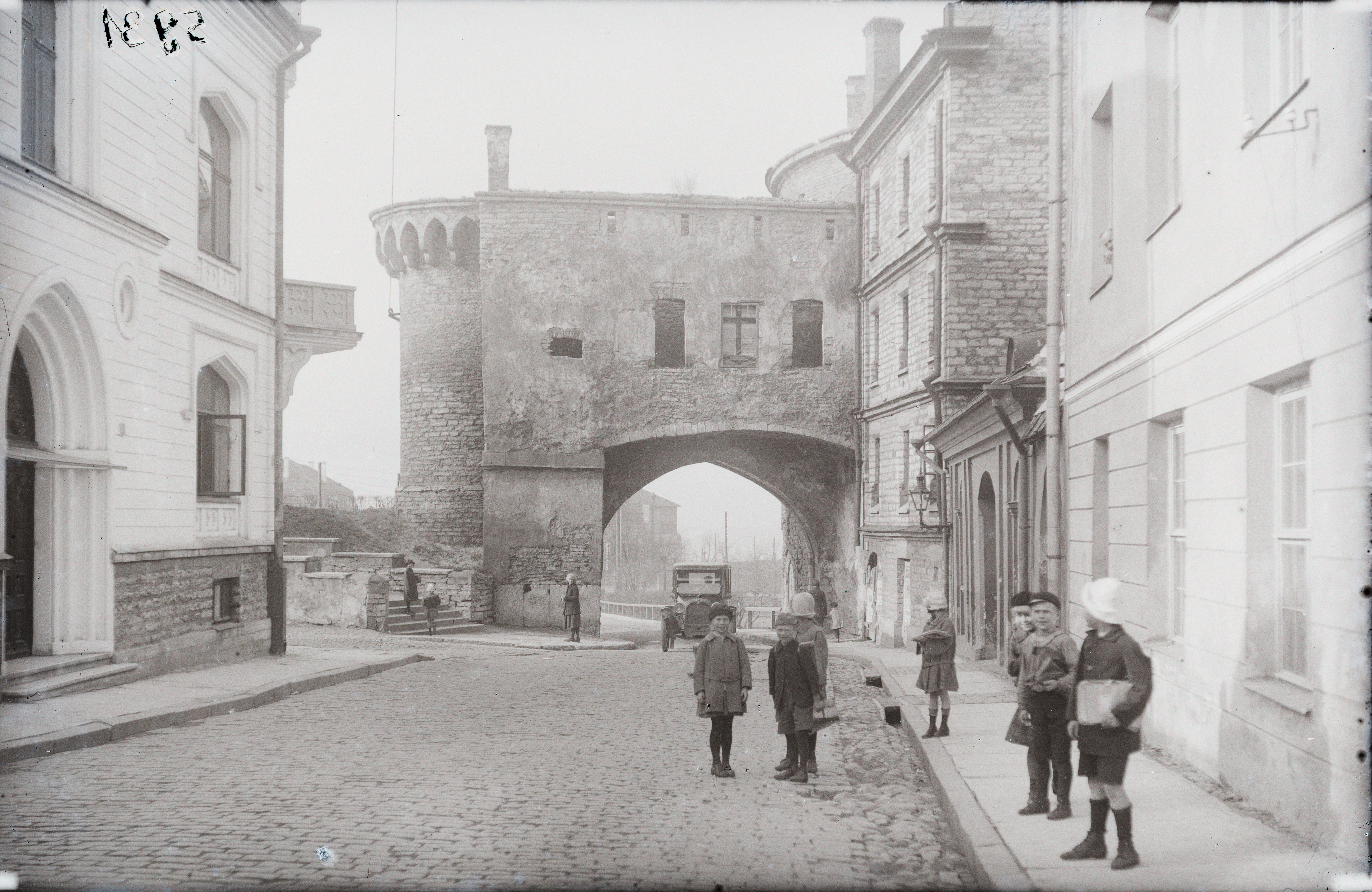
Pikk tänav vers la porte d'entrée de la grande porte côtière.